# إدرميد
إدرميد (بالتركية: Edremit, Van)‏ هي بلدة ومُديريَّة تقع في ولاية وان بتركيا. تصل مساحتها إلى 515 كم²، وترتفع عن سطح البحر حوالي 1736 م.